# فرانچسکا وودمن
فرانچسکا وودمن (انگلیسی: Francesca Stern Woodman؛ ۳ آوریل ۱۹۵۸ – ۱۹ ژانویهٔ ۱۹۸۱) عکاس اهل ایالات متحده آمریکا بود. عکس‌های برهنه‌ و گاه محو و فراواقع‌گرایانهٔ او از خود و زنان دیگر، سال‌ها پس از خودکشی‌اش در ۲۲سالگی همچنان موجب نقد و ستایش منتقدان است.